# Chaptyzów
Chaptyzów – zniesiona nazwa kolonii w Polsce położona w województwie łódzkim, w powiecie radomszczańskim, w gminie Masłowice.
Nazwa miejscowości została zniesiona z 2022 r.
W latach 1975–1998 miejscowość administracyjnie należała do województwa piotrkowskiego.